# Sulufou
Sulufou è un'isola artificiale densamente popolata nella Provincia di Malaita delle Isole Salomone.